# 窒素固定
窒素固定（ちっそこてい）とは、空気中に多量に存在する安定な（不活性）窒素分子を、反応性の高い他の窒素化合物（アンモニア、硝酸塩、二酸化窒素など）に変換するプロセスをいう。
自然界での窒素固定は、いくつかの真正細菌（細菌、放線菌、藍藻、ある種の嫌気性細菌など）と一部の古細菌（メタン菌など）によって行われる。これらの微生物には、種特異的に他の植物や、動物（シロアリなど）と共生関係を形成しているものもある。また、雷の放電や太陽からの紫外線、山火事や火力発電所、内燃機関での燃焼により、窒素ガスの酸化によって窒素酸化物が生成され、これらが雨水に溶けることで、土壌に固定される。
これとは逆に窒素化合物を分子状窒素として大気中へ放散させる作用または工程は脱窒と呼ばれ、窒素固定と合わさることで窒素循環が成立している。
また、アンモニア合成を代表として人工的に窒素分子を他の窒素化合物に変換する手法も幾つか開発されており、工業的に非常に重要な位置を占めている。

## 窒素固定の総量
研究者によって推定量は異なっている。
- Burns and Hardy[1] によれば（生物由来）、
  - 陸上 140TgN/yr[注 1]
  - 海洋 36TgN/yr
- 佐竹(2010)[3]の報告によれば、
  - 人為起源 156TgN/yr
  - 海洋生物 121TgN/yr
  - 陸上生物 107TgN/yr
  - 空中放電 5TgN/yr （3-10TgN/yr の中間値）

## 生物学的窒素固定

窒素循環のモデル図

ある種の細菌がもっている酵素のニトロゲナーゼは、大気中の窒素をアンモニアに変換するはたらきを持ち、この作用を生物学的窒素固定といい、窒素固定を行う微生物をジアゾ栄養生物(diazotroph)という。
ニトロゲナーゼによる窒素固定反応は、次式のように表される。
{\displaystyle {\ce {{N2}+{8H^{+}}+{8{\mathit {e}}^{-}}+16ATP->}}}
{\displaystyle {\ce {{2NH3}+ {H2}+ {16ADP}+ 16Pi}}}
- ATP = アデノシン三リン酸 , ADP = アデノシン二リン酸 , Pi = リン酸

この反応による直接の生成物はアンモニア（NH3）であるが、これはすぐにイオン化されてアンモニウム（NH4+）になる。生きているジアゾ栄養生物であれば、ニトロゲナーゼで作られたアンモニウムは、グルタミンシンセターゼ／グルタミン酸シンターゼ経路によって同化され、グルタミン酸塩となる。また、亜硝酸菌や硝酸菌といった硝化細菌の存在下では、最終的にアンモニウム塩は硝酸塩として、植物が利用できる形になる。
生物学的窒素固定はオランダの微生物学者、マルティヌス・ベイエリンクとロシア（ウクライナ）のセルゲイ・ヴィノグラドスキーによって発見された。
真正細菌であるリゾビウム属などの根粒菌は窒素固定能を持つ。
パエニバシラス・ポリミキサ(P. polymyxa)は窒素固定能を持つ。

### マメ科植物との共生的窒素固定
クローバー、大豆などのマメ科植物は根に根粒があり、窒素化合物を生産する根粒菌（リゾビウム属）の共生細菌を宿しているため、土壌を肥やすはたらきをすることが知られている。マメ科の大部分はこの共生関係を持つが、2,3の属（例えば、Styphnolobium）は持っていない。
マメ科植物に荒れ地でも生育可能なものが多いのは、いわば根で窒素肥料が合成できるためである。また、沖縄のギンゴウカン群落に見られるように、ある種のマメ科植物は土質を窒素過多にし、そのため他の植物の侵入が困難となり、長期にわたって単独種の群落を維持する場合がある。

### マメ科以外との共生的窒素固定
以下の植物は、マメ科植物と同様に窒素固定生物と共生している。共生微生物はそれぞれ異なっており、藍藻や放線菌と共生するものもある。既知の藍藻（シアノバクテリア）の約半数は窒素固定能を持つ。
- Lobaria lichen や、その他の地衣類
- アカウキクサ属のシダ植物 (Azolla sp.)
- スギナ (Equisetum arvense[7])
- ツノゴケ類
- ソテツ
- グンネーラ属の各種植物
- ハンノキ属 (Alnus sp.)
- ソリチャ属 (Ceanothus sp.)
- ヤマモモ (Myrica sp.)
- マウンテン・マホガニー (Cercocarpus sp.)
- ビターブラッシュ (Purshia tridentata)
- バッファローグミ (Shepherdia argentea)
- モクマオウ (Casuarina sp., Allocasuarina sp.)
- サツマイモ
- 珪藻 (Rhizosolenia sp. など)
- 円石藻（Braarudosphaera bigelowii)

### シロアリの体内共生菌による窒素固定
シロアリの体内共生菌には窒素を固定する種が含まれる。

## 化学的窒素固定

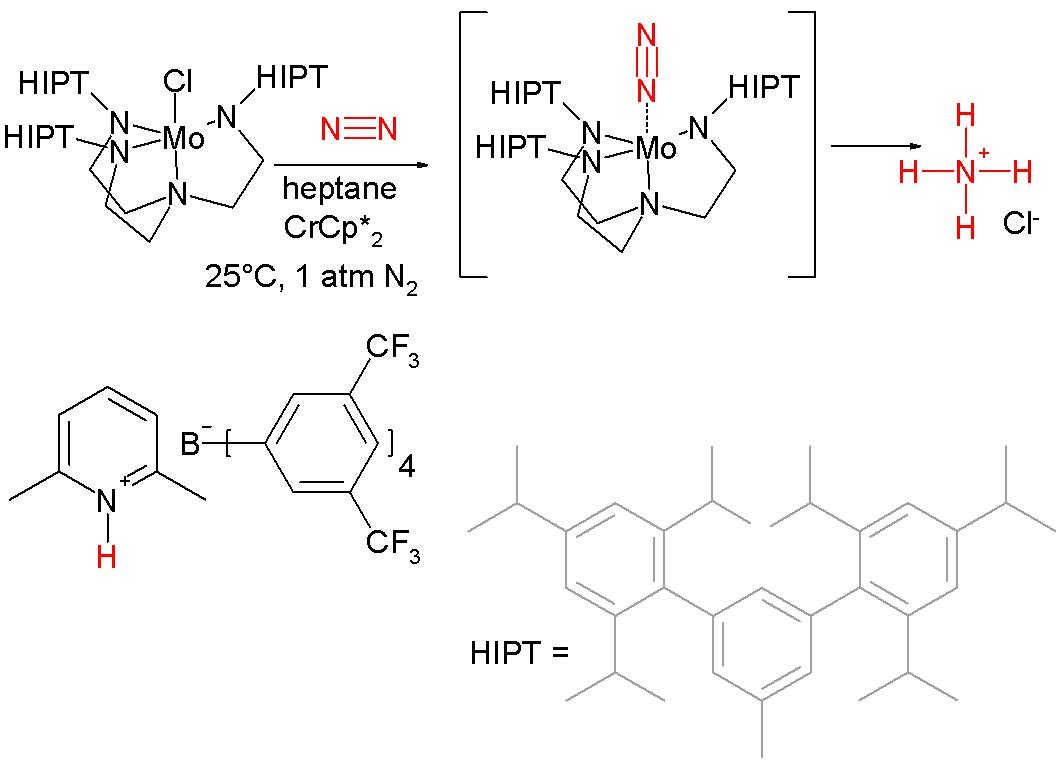
シュロックらによる錯体を用いた窒素固定例

内燃機関や燃焼に伴う窒素酸化物の目的外生成のほか人為的にも固定され、肥料をはじめ様々な工業プロセスに使用されている。最も一般的な方法はハーバー・ボッシュ法によるものである。石灰窒素をふくむ人工肥料の生産は非常に大きな量に達しており、現在では地球の生態系において最大の窒素固定源となっている。

## その他
稲妻の語源は、雷が稲を実らせるという信仰からきているが、これは実際に落雷による放電によって窒素酸化物が生成され収穫量が増えたため、という説がある。同様に落雷したほだ木ではきのこの収穫量が増えると古代ギリシアのプルタルコスの著作である『食卓歓談集』にも記述される程、古来より言われてきた。